# Archidiecezja Barranquilli
Archidiecezja Barranquilli (łac. Archidioecesis Barranquillensis, hisz. Arquidiócesis de Barranquilla) – rzymskokatolicka archidiecezja w Kolumbii.

## Historia

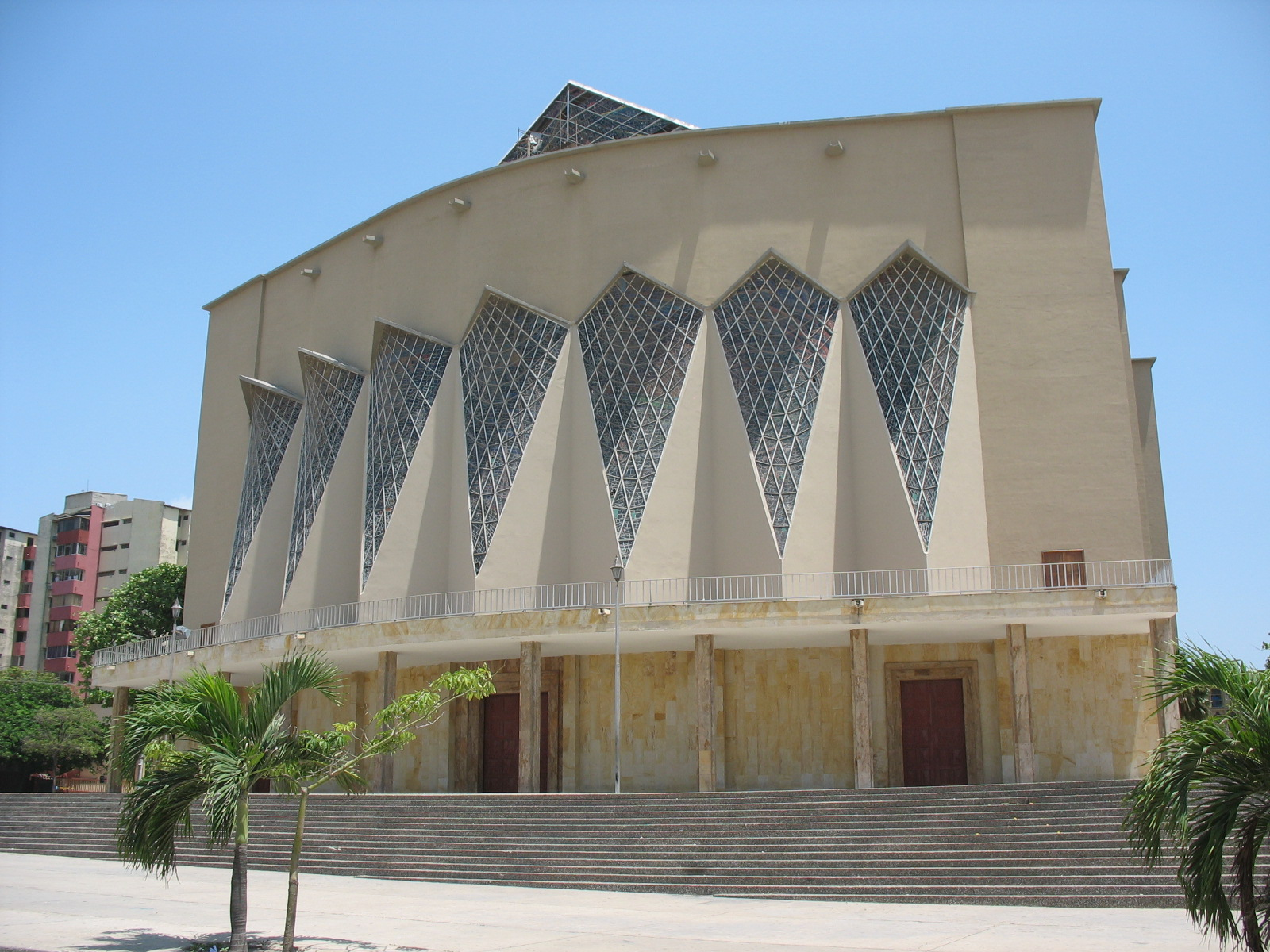
Katedra w Barranquilli

7 czerwca 1932 roku papież Pius XI bullą Maxime quidem erygował diecezję Barranquilla. Wydzielona została z terytorium należącego do archidiecezji Cartageny.
25 kwietnia 1969 roku mocą konstytucji apostolskiej "Recta rerum" papież Paweł VI podniósł diecezję do rangi archidiecezji.

## Główne świątynie
- Archikatedra: Archikatedra Matki Boskiej Królowej w Barranquilli
- Prokatedra: Prokatedra św. Mikołaja z Tolentino w Barranquilli

## Ordynariusze

### Biskupi Barranquilla
- Luis Calixto Leiva Charry (1933 - 1939))
- Julio Caicedo Téllez SDB (1942 - 1948)
- Jesús Antonio Castro Becerra (1948 - 1952)
- Francisco Pérez Gallego (1953 - 1958)
- Germán Villa Gaviria CIM (1959 - 1969)

### Arcybiskupi Barranquilla
- Germán Villa Gaviria CIM (1969 - 1987)
- Felix Maria Torres Parra (1987 - 1999)
- Jesús Rubén Salazar Gómez (1999 - 2010)
- Jairo Jaramillo Monsalve (2010-2017)
- Pablo Emiro Salas Anteliz (od 2017)

## Podział administracyjny

Mapa diecezji

Archidiecezja Barranquilla podzielona jest na 8 wikariatów, te zaś podzielone są na 27 dekanatówː
- Wikariat Padre Misericordioso
  - Dekanat La Santa Cruz
  - Dekanat Nostra Señora de Fátima
  - Dekanat Los Doce Apóstoles
- Wikariat Cristo Redentor
  - Dekanat Santa Ana
  - Dekanat San Agustín
  - Dekanat San Benito Abad
- Wikariat Espíritu Santo
  - Dekanat La Santísima Trinidad
  - Dekanat Inmaculado Corazón De María
  - Dekanat Nuestra Señora De Las Gracias De Torcoroma
  - Dekanat Santa Teresita Del Niño Jesús
- Wikariat Nícolas de Tolentino
  - Dekanat Nuestra Señora De Guadalupe
  - Dekanat San Juan Bautista Precursor
  - Dekanat San Roque
- Wikariat Santísima Trinidad
  - Dekanat Cristo Rey
  - Dekanat Santo Tomás
  - Dekanat San José
- Wikariat María Reina
  - Dekanat Jesús Señor De La Vida
  - Dekanat San Pablo
  - Dekanat Santa María De La Cordialidad
  - Dekanat Santa Eduviges
- Wikariat San Luis Beltrán
  - Dekanat Nuestra Señora Del Carmen
  - Dekanat San Antonio De Padua
- Wikariat San José
  - Dekanat Divino Niño
  - Dekanat Cristo Sacerdote
  - Dekanat Virgen María De Regla
  - Dekanat Nuestra Señora De Las Nieves
  - Dekanat Medalla Milagrosa